# Schlossbrauerei Reuth
Vous pouvez aider à l'améliorer ou bien discuter des problèmes sur sa page de discussion.
- Il ne cite pas suffisamment ses sources. Vous pouvez indiquer les passages à sourcer avec {{référence nécessaire}} ou {{Référence souhaitée}}, et inclure les références utiles en les liant aux notes de bas de page. (Marqué depuis mai 2021)
- Il contient une ou plusieurs listes. Le texte gagnerait à être rédigé sous la forme d’un ou plusieurs paragraphes synthétiques, afin d’être plus agréable à lire. (Marqué depuis mai 2021)

- Archive Wikiwix
- Bing
- Cairn
- DuckDuckGo
- E. Universalis
- Gallica
- Google
- G. Books
- G. News
- G. Scholar
- Persée
- Qwant
- (zh) Baidu
- (ru) Yandex
- (wd) trouver des œuvres sur Wikidata

La Schlossbrauerei Reuth est une brasserie à Reuth bei Erbendorf, dans le Land de Bavière.

## Histoire
La brasserie du château de Reuth est créée au milieu du XVe siècle et ne produisait initialement de la bière que pour le château de Reuth. Ce n'est qu'au XVIIIe siècle que la bière est produite pour d'autres clients. En 1742, trois auberges de la région sont approvisionnées pour la première fois. À l'origine, la brasserie du château ne produit que le Reuther Lager.
La brasserie propose des bières, des limonades, des jus et des schorles. L'eau utilisée pour la production provient de la source Artesia à 60 mètres de profondeur dans le parc du château. La bière de Reuth est une indication géographique protégée de l'Union Européenne depuis 1998 ; la Schloßbrauerei Reuth est la seule brasserie autorisée à brasser la bière sous ce nom.

## Production
- Reuther Zoigl
- Reuther Winter Spezial Trunk
- Reuther Bock
- Reuther Cola + Bier
- Reuther Lager
- Reuther Landbier
- Reuther leichtes Weißbier
- Reuther Öko Lager
- Reuther Schloßpils
- Reuther Weißbier
- Reuther Radler
- Reuther Horrido
- Wiggerl Unser Hoamatbräu